# Lučice

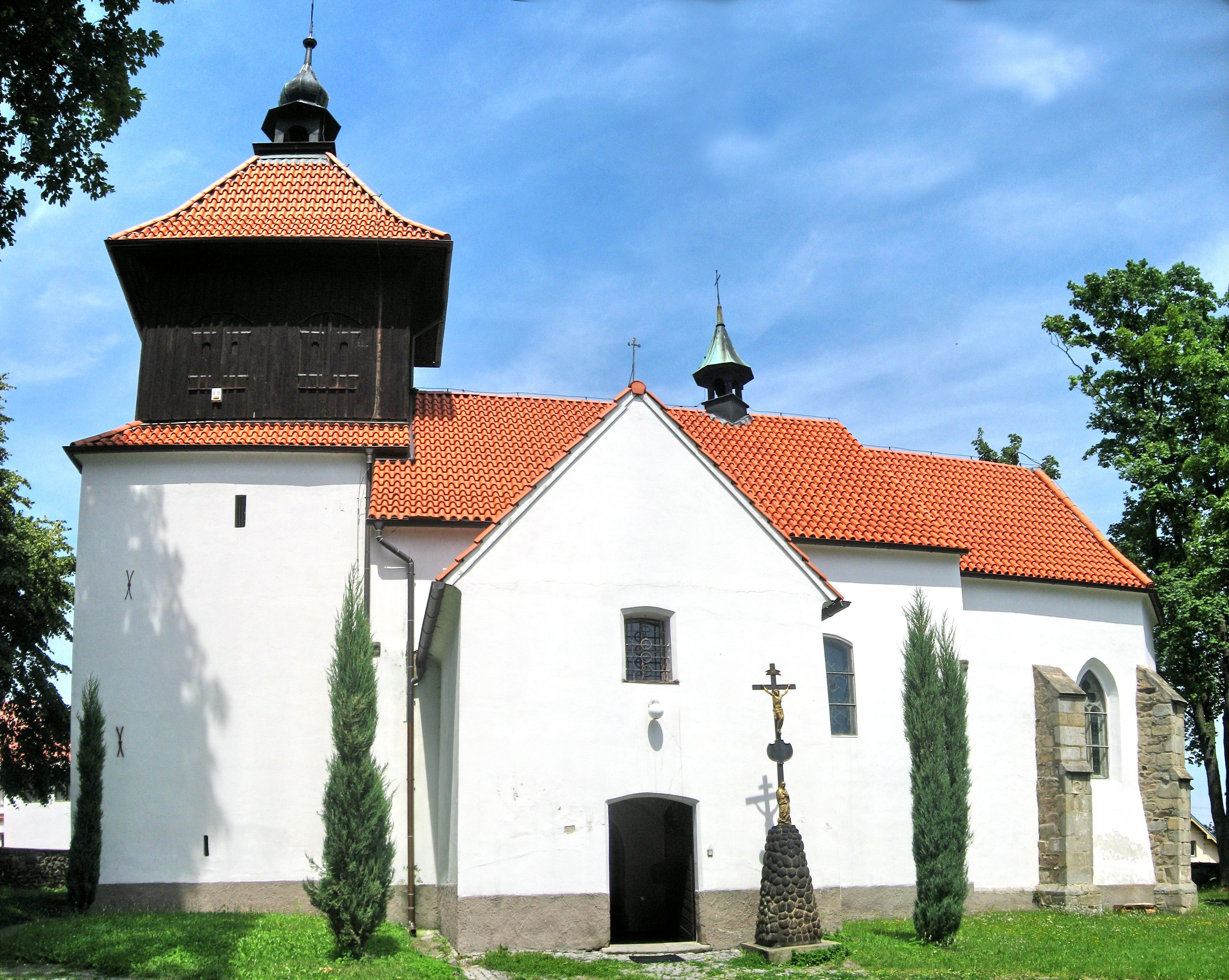
Kirche der hl. Margarethe

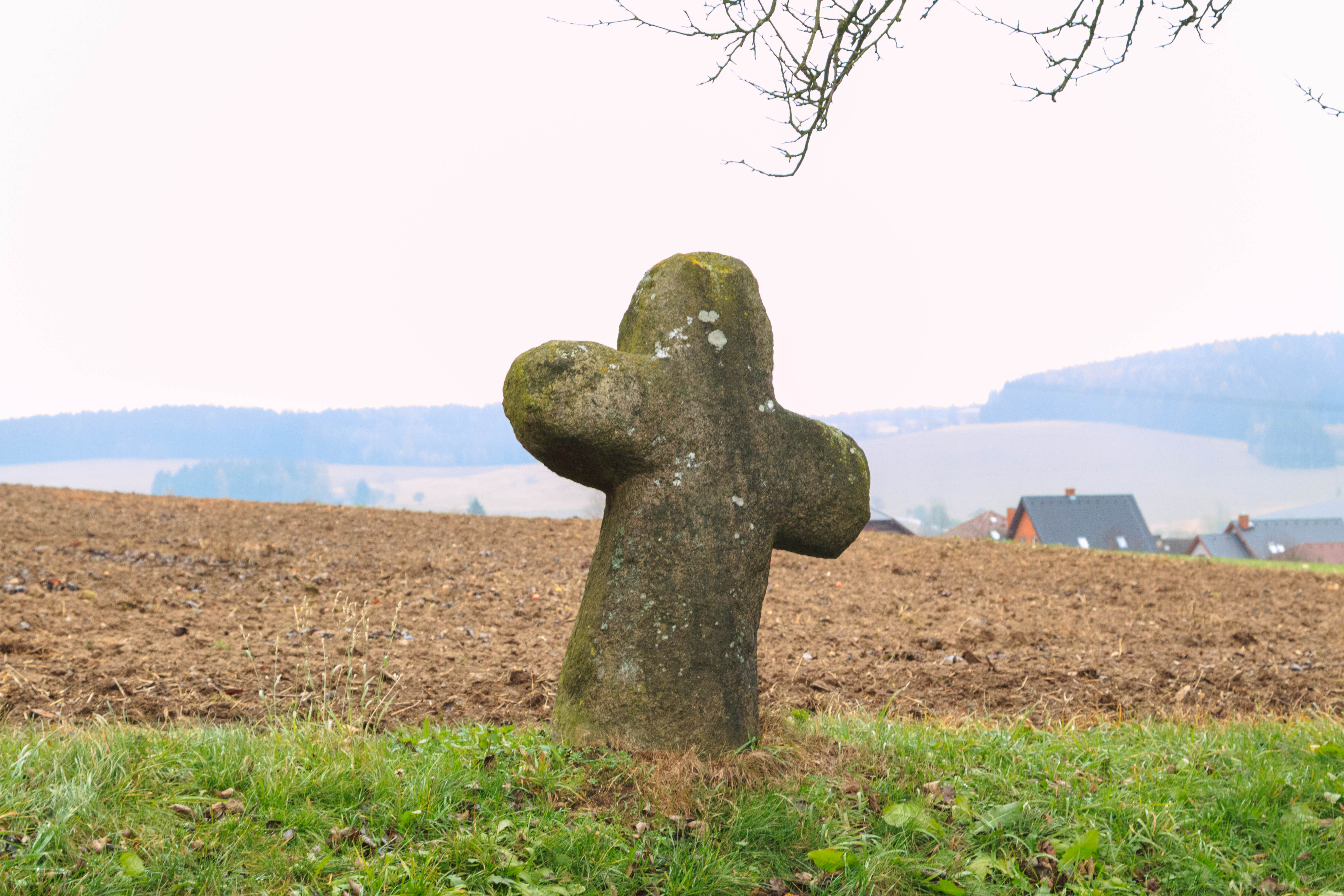
Sühnekreuz

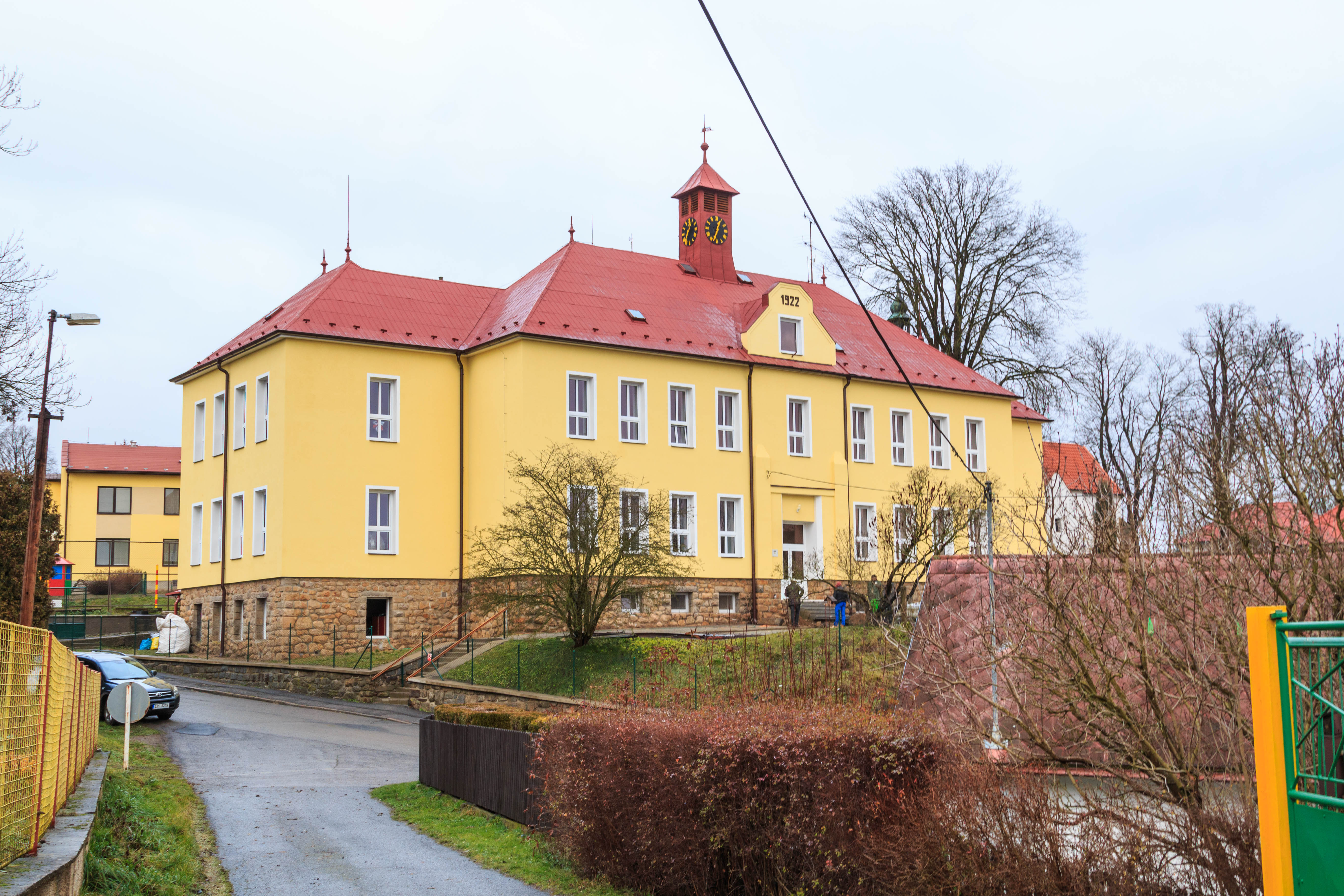
Schule

Lučice (deutsch Lutschitz) ist eine Gemeinde in Tschechien. Sie liegt sieben Kilometer östlich von Světlá nad Sázavou und gehört zum Okres Havlíčkův Brod.

## Geographie
Lučice befindet sich in der Hornosázavská pahorkatina (Hügelland an der oberen Sázava). Das Dorf liegt im Tal des Baches Lučický potok, dem hier der Tiský potok und der Bahenský potok zufließen. Nordöstlich erhebt sich der Olešenský vrch (499 m n.m.), im Südosten der Horní Chlum  (570 m n.m.) und südwestlich der Ostrov (466 m n.m.). Nordwestlich des Dorfes entspringt der Olešnický potok.
Nachbarorte sind Komárov, Tis, Kámen im Norden, Mlýn Kozinec, Kopaniny, Skuhrov und Olešná im Nordosten, Dolní Chlum, Chlum und Radostín im Osten, Knyk, Rozňák und Veselý Žďár im Südosten, Potšelovi, Valečov, Okrouhlice und Olešnice im Süden, Boroviny, Dobrá nad Sázavou und  Nová Ves u Světlé im Südwesten, Pohleď im Westen sowie Příseka, Dobrá Voda und Malčín im Nordwesten.

## Geschichte
Der Legende nach soll die Kirche der hl. Margarethe im 13. Jahrhundert an der Stelle errichtet worden sein, an der eine Gräfin während einer königlichen Jagd vom Hof Komárov beim Sturz vom Pferd starb. Um die Kirche soll dann das Dorf entstanden sein.
Lučice wurde auf einem erhöhten Platz über dem Tal als Rundling angelegt, dessen Zentrum die Kirche mit dem ehemaligen Friedhof bildet, am Haberner Steig, dessen alte Trasse von Habry über Kněž, Tis, Lučice und Olešnice ins Tal der Sázava führte. Der Flurname Na hradištích deutet darauf hin, dass die Ansiedlung bei einem befestigten Hof erfolgte. Die erste schriftliche Erwähnung des Dorfes erfolgte im Jahre 1352. Ältere Urkunden sind nicht vorhanden, da das Archiv beim Brand der Burg Lipnice verloren ging. Das Dorf gehörte zum Gut Tieß. Im 18. Jahrhundert erwarben die Grafen von Pötting und Persing das Gut Tieß und schlossen es an die Herrschaft Habern an. Die Kirche war bis 1787 eine Filiale der Pfarrei Skuhrow und erhielt dann einen eigenen Lokalisten. 1802 verkaufte Adolph von Pötting und Persing die Herrschaft Habern mit den angeschlossenen Gütern Tieß und Zboží an Johann von Badenthal, von dem sie 1814 sein Sohn Joseph erbte.
Im Jahre 1840 bestand das im Caslauer Kreis gelegene Dorf Lutschitz bzw. Lučice aus 62 Häusern, in denen 470 Personen, darunter eine jüdische Familie lebten. Unter herrschaftlichem Patronat standen die Lokalkirche der hl. Margaretha, die Lokalie und die Schule. Außerdem gab es im Ort einen obrigkeitlichen Meierhof und ein Wirtshaus. Nach Lutschitz konskribiert waren die Einschichten Chlum (7 Häuser, darunter ein herrschaftlicher Meierhof und ein dominikales Jägerhaus), die Mühlen Kozinetz, Schobla (Obermüller), Schotl (Schotola) und Píla – letztere mit einer Brettsäge – sowie die Alte Puchmühle (Stuparu). Lutschitz war Pfarrort für Janowetz (Janovec), Maltschin, Woleschnitz (Olešnice), Gutenbrunn, Pelestrow und Lustig-Saar. Bis zur Mitte des 19. Jahrhunderts blieb Lutschitz dem Gut Tieß untertänig.
Nach der Aufhebung der Patrimonialherrschaften bildete Lučice ab 1849 mit den Ortsteilen Janovec 1. díl und Radostín eine Gemeinde im Gerichtsbezirk Habern. Ab 1868 gehörte der Ort zum Bezirk Časlau. 1869 hatte Lučice 630 Einwohner und bestand aus 76 Häusern. Radostín löste sich in den 1870er Jahren los und wurde eigenständig. 1899 wurde die Freiwillige Feuerwehr gegründet. Im Jahre 1900 lebten in Lučice 654 Menschen, 1910 waren es 784. Zwischen 1922 und 1928 erfolgte der Bau einer Grundschule. Im März 1928 brannten die Kirche und mehrere umliegende Gehöfte ab. 1930 hatte Lučice 803 Einwohner und bestand aus 144 Häusern. 1949 wurde die Gemeinde dem Okres Havlíčkův Brod zugeordnet. Beim Zensus von 2001 lebten in den 219 Häusern der Gemeinde 569 Personen. Seit 2004 führt Lučice ein Wappen und Banner.

## Gemeindegliederung
Für die Gemeinde Lučice sind keine Ortsteile ausgewiesen. Grundsiedlungseinheiten sind Chlum, Janovec (Janowetz) und Lučice (Lutschitz). Zu Lučice gehören zu dem die Wohnplätze Dolní Chlum, Mlýn Kozinec und Potšelovi.

## Sehenswürdigkeiten
- Gotische Kirche der hl. Margarethe, der einschiffige Bau mit markantem Turm entstand in der ersten Hälfte des 14. Jahrhunderts. Im Beinhaus befand sich früher ein von Totenknochen gebauter und mit ähnlichen Pyramiden verzierter Altar. 1928 brannte die Kirche aus. Nach dem Brand wurden an der gesamten Nordseite des Chors Wandbilder entdeckt, die dem hussitischen Rustikalismus und der Zeit nach 1430 zugeordnet werden. 1930 war der Wiederaufbau abgeschlossen.
- Sühnekreuz, an der Straße nach Janovec
- Gedenkstein für die Opfer des Ersten Weltkrieges, enthüllt 1938